# Erriyon Knighton
Erriyon Knighton (29 januari 2004) is een Amerikaans sprinter. In april 2022, drie maanden nadat hij achttien was geworden, had hij zich al opgewerkt tot vijfde snelste 200 meterloper aller tijden; bovendien nam hij het onder-20 en onder-18 wereldrecord op ditzelfde onderdeel af van sprintlegende Usain Bolt. Hij nam eenmaal deel aan de Olympische Spelen.

## Biografie

### Het begin
Knighton was vijftien, toen hij in 2019 als eerstejaars leerling op de Hillsborough Highschool in Tampa, Florida aan atletiek begon te doen. Al gauw was hij heel snel, want reeds een jaar later liet hij op de 200 m een tijd van 20,33 s voor zich registreren. Dat gebeurde op de Amerikaanse Atletiek Olympiade voor junioren in Satellite Beach. Het was de op-één-na snelste 200 m ooit van een atleet onder de achttien jaar. Daarnaast speelde hij ook American Football.

### Professioneel atleet
In januari 2021 kwam Knighton op zestienjarige leeftijd al een sponsoring deal overeen met Adidas. Daarmee was hij in feite dus al op heel jonge leeftijd professioneel atleet. In mei van dat jaar doorbrak hij voor het eerst de tien seconden barrière op de 100 m met een tijd van 9,99. De wind stond echter officiële goedkeuring hiervan nog in de weg, want die blies hem met een kracht van 2,7 m/s in de rug. Aan het eind van die maand liep hij de 200 m in 20,11, waarmee hij het wereldrecord U18 van Usain Bolt met tweehonderdste seconde verbeterde. In juni, tijdens de Amerikaanse Olympic Trials, de Amerikaanse kampioenschappen die in een olympisch jaar tevens dienstdoen als olympische selectiewedstrijd, verbeterde Knighton zich in de series van de 200 m verder tot 20,04, een dag later gevolgd door 19,88 in de halve finale en weer een dag later door 19,84 in de finale. Nu was ook het wereldrecord U20 van Usain Bolt verbeterd. Al doende wist Knighton zich op zeventienjarige leeftijd dus te kwalificeren voor de 200 m tijdens de uitgestelde Olympische Spelen in Tokio. In de olympische finale was Knighton in een tijd van 19,93 s goed voor een vierde plaats. Hiermee was hij de jongste Amerikaanse atleet op de Spelen sinds de deelname van Jim Ryun in 1964. 

### Jongste winnaar WK-medaille
Op 30 april 2022 schokte Knighton de wereld door op zijn eerste 200 m van het jaar een tijd van 19,49 te lopen, de vijfde snelste tijd aller tijden na de Jamaicanen Usain Bolt en Yohan Blake en de Amerikanen Noah Lyles en Michael Johnson. Op de Amerikaanse kampioenschappen enkele maanden later werd hij vervolgens tweede in 19,69, waarmee hij zich kwalificeerde voor de wereldkampioenschappen in Eugene. Hier veroverde hij zijn eerste medaille op een groot internationaal kampioenschap door op de 200 m in 19,80 het brons te pakken achter zijn landgenoten Noah Lyles (goud in 19,31=NR) en Kenneth Bednarek (zilver in 19,77), een 'clean sweep' dus voor de Amerikanen. Knighton werd hiermee de jongste winnaar van een individuele medaille op een WK ooit. Aan het eind van het seizoen won hij de 200 m tijdens de Memorial Van Damme in Brussel, waarmee hij ook de jongste winnaar werd van een race in een Diamond League-wedstrijd.

## Titels
- Amerikaans kampioen 200 m - 2023

## Persoonlijke records
Outdoor
| Onderdeel | Prestatie          | Datum         | Plaats      |
| --------- | ------------------ | ------------- | ----------- |
| 100 m     | 10,04 s (-0,1 m/s) | 16 april 2022 | Gainesville |
| 200 m     | 19,49 s (+1,4 m/s) | 30 april 2022 | Baton Rouge |
| 400 m     | 46,15 s            | 15 april 2023 | Gainesville |

## Palmares

### 200 m
- 2021:  Amerikaanse kamp. - 19,84 s (WJR)
- 2021: 4e OS - 19,93 s
- 2022:  Amerikaanse kamp. - 19,69 s
- 2022:  WK - 19,80 s (in ½ fin. 19,77 s)
- 2023:  Amerikaanse kamp. - 19,72 s

Diamond League-podiumplaatsen
- 2022:  Memorial Van Damme - 20,07 s
- 2023:  Golden Gala te Florence - 19,89 s
- 2023:  Bislett Games - 19,77 s